# Yoshikatsu Yoshida
Yoshikatsu Yoshida (吉田 義勝 (Yoshida Yoshikatsu?); 30 ottobre 1941) è un ex lottatore giapponese, specializzato nella lotta libera.

## Palmarès

### Olimpiadi
- 1 medaglia:
  - 1 oro (Tokyo 1964 nei pesi mosca)

### Mondiali
- 1 medaglia:
  - 1 oro (Manchester 1965 nei pesi mosca)